# 利民實業
利民實業有限公司（港交所：00229），中國兵器工業集團及中国北方工业公司聯營公司，是在1964年由黃笏南之子——黃乾亨博士創立，董事長為黃乾利。至於總部為香港沙田安平街8號偉達中心18樓1801-1813室。值得一提，熊正峰及李映紅是安捷利實業常務董事，也是本集團非常務董事其中之一。
其主要業務从事銷售家用電器、製造煙草機械、物業投資等。主要工廠包括廣州、成都等。其股份自1984年於香港交易所主板上市。

## 引用來源
1. ↑  . 華僑日報. 1979年8月23日: 12  [2023年10月29日]. （原始内容存档于2023年10月31日） （中文（繁體））.

## 外部連結
- 利民實業有限公司-投資者版
- 利民實業有限公司